# Amanda Palmer
Amanda MacKinnon Gaiman Palmer, född Amanda MacKinnon Palmer 30 april 1976 i Lexington, Massachusetts, är en amerikansk musiker, känd som låtskrivare, författare, sångare och pianist i bandet The Dresden Dolls från Boston. Hon är också verksam som soloartist och i duon Evelyn Evelyn, tillsammans med Jason Webley.
Palmer gav 2014 ut boken "The Art of Asking" (med samma titel på svenska 2016). Hon har en podcast vid namn "The Art of Asking Everything".
Palmer gifte sig 2011 med författaren Neil Gaiman. Tillsammans har de ett barn.

## Diskografi
Solo studioalbum
- 2008 – Who Killed Amanda Palmer
- 2016 – Piano Is Evil
- 2019 – There Will Be No Intermission

Ett album vars texter behandlar ämnen som abort, döden, politik, gemenskap och livet som förälder.
EP
- 2010 – Amanda Palmer Performs the Popular Hits of Radiohead on Her Magical Ukulele

Livealbum
- 2011 – Amanda Palmer Goes Down Under

Album med Neil Gaiman
- 2013 – An Evening With Neil Gaiman & Amanda Palmer